# Belvelly Castle
Belvelly Castle (irisch Caisleán Bhéal an Bhealaigh) ist ein Tower House aus dem 14. oder 15. Jahrhundert beim kleinen Dorf Belvelly im irischen County Cork. Die Burg liegt gegenüber der einzigen Straßenbrücke, die Fota Island und Great Island, auf der Cobh liegt, verbindet.
Die Burg ließ ursprünglich die anglonormannische Familie Hodnett errichten, aber im 14. Jahrhundert übernahmen sie die Familien De la Roch (Roche) und De Barra (De Barry). Die Hodnetts pachteten später ihre Ländereien zurück. Einige Quellen geben an, dass Sir Walter Raleigh die Burg im 16. Jahrhundert besetzte, bevor es von der Familie De Barra wieder zurückerobert wurde und von Roger Boyle, 1. Earl of Orrery, in den irischen Konföderationskriegen Mitte des 17. Jahrhunderts mit einer Garnison belegt wurde.
Bis zum 19. Jahrhundert war die Burg verfallen. Im Ersten Weltkrieg besuchten mehr Leute die Burgruine, da örtliche Kutscher Seeleute, deren Schiffe im nahegelegenen Queenstown (Cobh) im Dock lagen, zur Burg brachten. Vermutlich dachten diese Seeleute, dass sie Blarney Castle und seinen Blarney Stone besichtigten. Während des Ausnahmezustandes (1939–1945) im Zweiten Weltkrieg war die Burg von der irischen Armee belegt und wurde ein wenig umgebaut.
Anfang des 21. Jahrhunderts wurde die Burg verkauft und Mitte 2016 nach Erteilung einer Baugenehmigung zur Nutzung als Privathaus restauriert.